# Gracias por pensar en mi
«Gracias por Pensar en Mi» (рус. Спасибо, что ты думаешь обо мне) — сингл с альбома Рики Мартина MTV Unplugged. Был выпущен 20 марта 2007 года. Изначально песня входила в альбом 1998 года Vuelve.
Представляет собой испаноязычную адаптацию песни «A Via Láctea» группы «Legião Urbana».

## Появление в чарте
Сингл поднялся до двадцать первой позиции в Latin Pop Songs в США. В Мексике получил 4 платиновых диска за продажу более 400 000 копий.

## Форматы и трек-листы
US promotional CD single
1. «Gracias por Pensar en Mi» — 4:38

## Чарты и сертификации

### Чарты
| Чарт (2007)                  | Наивысшая позиция |
| ---------------------------- | ----------------- |
| US Billboard Latin Pop Songs | 21                |

### Сертификации
| Страна  | Сертификации   |
| ------- | -------------- |
| Мексика | 4 раза Платина |